# Dalladora mecànica

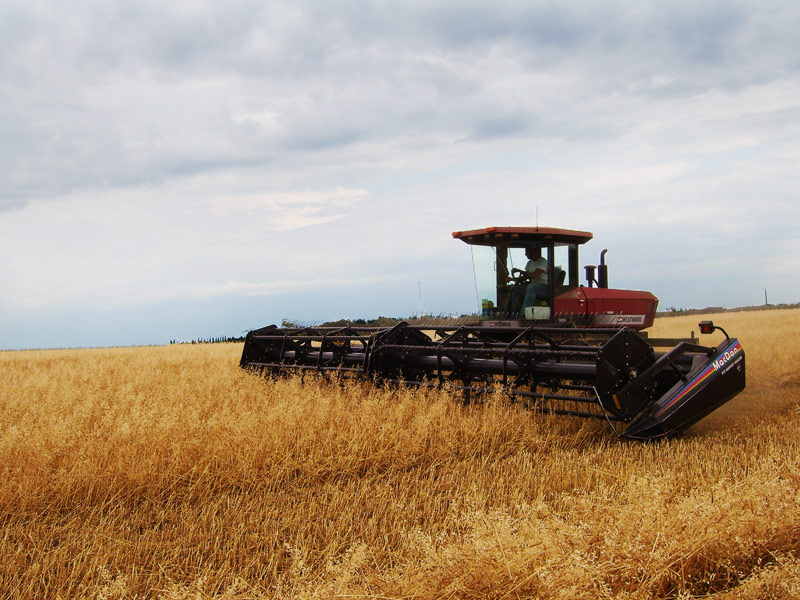
Segadora moderna.

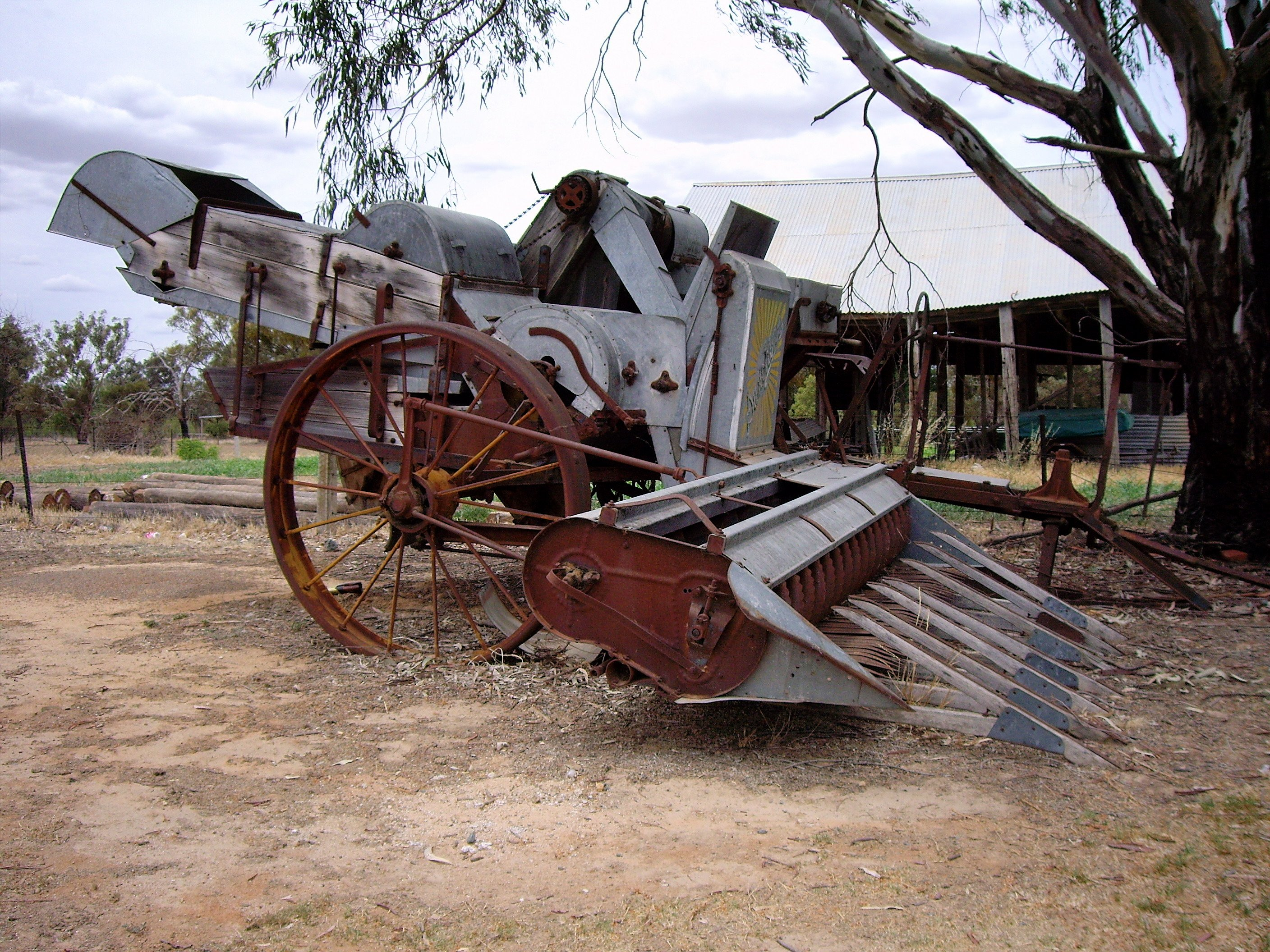
Segadora antiga.

Una dalladora o segadora mecànica és una màquina agrícola que s'usa exclusivament per segar farroig, palla o civada, entre d'altres.
S'empra per a tallar i transportar els cultius en el cònic recol·lector-batedor (amb la combinació directa) o per a la col·locació de la massa en rodets de debanar cònics (per a la neteja separada).

## Funcionament
Quan la segadora s'enganxa al tractor i a la turbina, abans de segar es baixa el cos de la segadora, permetent així que sigui possible segar al ras de sòl. En encendre la turbina, i quan la mateixa comença a girar sobre el seu eix, fent girar les quatre fulles que té una segadora moderna, s'ha de tirar a caminar el tractor arrossegant després de si la segadora, a una velocitat que depèn de la velocitat de les fulles i les característiques del terreny.

## Tipus
Hi ha molts tipus diferents en el mercat, encara que actualment els més utilitzats són els models de tambor amb quatre fulles i aproximadament 3 o 3,5 metres de longitud.